# Here I Go Again
Here I Go Again è una canzone del gruppo musicale britannico Whitesnake. Pubblicata originariamente per l'album Saints & Sinners del 1982, la canzone è stata nuovamente registrata per l'inserimento nell'eponimo Whitesnake del 1987. Nello stesso anno è stata ulteriormente re-incisa in una versione "radio-mix", con un arrangiamento differente. La versione del 1987 ha raggiunto il primo posto della Billboard Hot 100 negli Stati Uniti il 10 ottobre 1987, e la posizione numero 9 della Official Singles Chart nel Regno Unito il 28 novembre 1987. Ha inoltre raggiunto il primo posto delle classifiche in Canada il 24 ottobre 1987.
Nel 2006, la versione del 1987 è stata inserita alla posizione numero 17 nella classifica delle "100 più grandi canzoni degli anni '80" stilata da VH1.

## Composizione
La canzone è stata scritta dal cantante David Coverdale assieme all'allora chitarrista degli Whitesnake, Bernie Marsden. La differenza più notevole tra la prima versione e quella del 1987 sta in alcune modifiche nei versi. Il ritornello della versione originale recita:
(Whitesnake, Here I Go Again)
In un'intervista, David Coverdale ha affermato di aver sostituito la parola hobo con la simile drifter (entrambe indicano un "vagabondo") nella versione del 1987 poiché temeva che la gente avrebbe potuto fraintendere erroneamente homo al posto di hobo.

## Video musicale
Il video musicale di Here I Go Again '87 è stato diretto da Marty Callner, lo stesso regista della maggior parte dei video degli Whitesnake negli anni ottanta. È diventato memorabile per la presenza della modella e attrice Tawny Kitaen che indossa un lingerie bianco e sfoggia le sue abilità acquisite nella pratica della ginnastica artistica. Nel video si vede lei rampante sul cofano della Jaguar XJ guidata da David Coverdale, intenta a provocare invano il cantante mentre questi è concentrato alla guida. La Kitaen prenderà successivamente parte ad altri video dei Whitesnake e sposerà Coverdale nella vita reale.

## Versioni
Esistono diverse versioni della canzone, tutte registrate dagli stessi Whitesnake. Queste sono:
- La versione originaria dell'album Saints & Sinners del 1982, con Jon Lord all'organo Hammond e Bernie Marsden e Micky Moody alle chitarre. (5:09)[7]
- La nuova versione registrata per l'album Whitesnake (aka "1987"), con chitarre di John Sykes e assolo di Adrian Vandenberg. È la versione utilizzata nel video musicale. (4:34)
- La versione "radio-mix" del 1987, pubblicata come singolo negli Stati Uniti, con Denny Carmassi alla batteria e Dann Huff alla chitarra. Questa versione è stata inclusa nella raccolta Whitesnake's Greatest Hits nel 1994. (3:54)
- Una versione acustica registrata nel 1997 per l'album Starkers in Tokyo, con Adrian Vandenberg alla chitarra.

Esistono molte differenze significative tra la versione del 1987 inserita in Whitesnake e la versione "radio-mix" dello stesso anno. La versione originale del 1987 presenta una lenta e lunga introduzione di voce e tastiere, mentre l'altra parte direttamente con il suono dell'intera band. Una è stata registrata per l'album Whitesnake, l'altra per essere pubblicata come singolo negli Stati Uniti lo stesso anno. Queste contengono due differenti assoli di chitarra, Adrian Vandenberg suona quello nell'album e nel video, mentre Dan Huff suona quello nella versione radio. La versione dell'album presenta un ritmo differente nel ritornello, con un ritmo di batteria sincopato non presente nella versione singolo. Delle due versioni, la più nota è quella presente in Whitesnake, anche se entrambe continuano tuttora a ricevere un buon airplay negli Stati Uniti.

## Tracce

### Edizione del 1982
1. Here I Go Again – 5:09 (David Coverdale, Bernie Marsden)
2. Blood Luxury – 3:23 (Coverdale)

### Edizione del 1987
1. Here I Go Again (Radio Mix) – 3:54 (Coverdale, Marsden)
2. Slide It In (American Mix) – 3:20 (Coverdale)

## Formazione
Versione originale del 1982 di Saints & Sinners
- David Coverdale – voce
- Bernie Marsden – chitarre, cori
- Micky Moody – chitarre
- Neil Murray – basso
- Jon Lord – tastiere
- Ian Paice – batteria

Versione del 1987 di Whitesnake
- David Coverdale – voce
- John Sykes – chitarre, cori
- Adrian Vandenberg – assolo di chitarra
- Neil Murray – basso
- Aynsley Dunbar – batteria
- Don Airey – tastiere
- Bill Cuomo – tastiere

Versione Radio Mix del 1987
- David Coverdale – voce
- Dann Huff – chitarre
- Neil Murray – basso
- Don Airey – tastiere
- Bill Cuomo – tastiere
- Denny Carmassi – batteria

## Classifiche
| Classifica (1982/83)          | Posizione massima |
| ----------------------------- | ----------------- |
| Australia                     | 53                |
| Germania                      | 51                |
| Regno Unito                   | 34                |
| Classifica (1987/88)          | Posizione massima |
| Australia                     | 24                |
| Belgio (Fiandre)              | 17                |
| Canada                        | 1                 |
| Germania                      | 29                |
| Irlanda                       | 7                 |
| Nuova Zelanda                 | 34                |
| Paesi Bassi                   | 6                 |
| Regno Unito                   | 9                 |
| Spagna                        | 28                |
| Stati Uniti                   | 1                 |
| Stati Uniti (mainstream rock) | 4                 |
| Classifica (2007)             | Posizione massima |
| Norvegia                      | 17                |

## Nella cultura di massa

### Film
La canzone è apparsa in vari film tra cui:
- Incubo finale del 1998
- Old School del 2003
- Adventureland del 2009
- Fired Up! - Ragazzi pon pon del 2009 (nei titoli di coda)
- Barry Munday del 2010
- The Fighter del 2010
- Rock of Ages del 2012

### Serie televisive
- Californication - Stagione 5, Episodio 7.
- The Office - Stagione 2, Episodio 9.
- C'è sempre il sole a Philadelphia - Stagione 4, Episodio 4.
- American Dad! - Stagione 2, Episodio 5.
- The Good Wife - Stagione 3, Episodio 14.
- I Griffin - Stagione 12, Episodio 11.
- Cobra Kai - Stagione 2, Episodio 8.

### Videogiochi
- La canzone è presente nel filmato finale del videogioco strategico in tempo reale World in Conflict.
- La versione del 1987 appare come traccia suonabile nel videogioco simulatore di strumenti Rock Band 3.

## Cover
- Nel 2004, Hero I Go Again è stata registrata come singolo di debutto della cantante polacca Mandaryna. Remixata dai Groove Coverage, la canzone è diventata un grande successo in Polonia, Europa ed Asia.
- Nel 2012 è stata invece reinterpretata dal gruppo metalcore britannico Asking Alexandria per il loro EP Under the Influence: A Tribute to the Legends of Hard Rock.
- La canzone è stato spesso eseguita dal vivo da Bernie Marsden e Micky Moody nelle loro collaborazioni successive all'abbandono dagli Whitesnake. Appare in particolare negli album live Never Turn Our Back on the Blues ed Here They Go Again registrati dalla Moody Marsden Band. La versione che solitamente viene suonata è la "radio-mix" del 1987, nonostante né Micky Moody né Bernie Marsden abbiano suonato in quella incisione, anche se diverse volte Marsden è stato accompagnato da Don Airey che ha suonato le tastiere nella versione del 1987.